# Grüne Schildmantis
Die Grüne Schildmantis (Rhombodera basalis) ist eine Fangschrecke aus der Familie der Mantidae. Sie kommt in Indien und in Südostasien vor.

## Merkmale

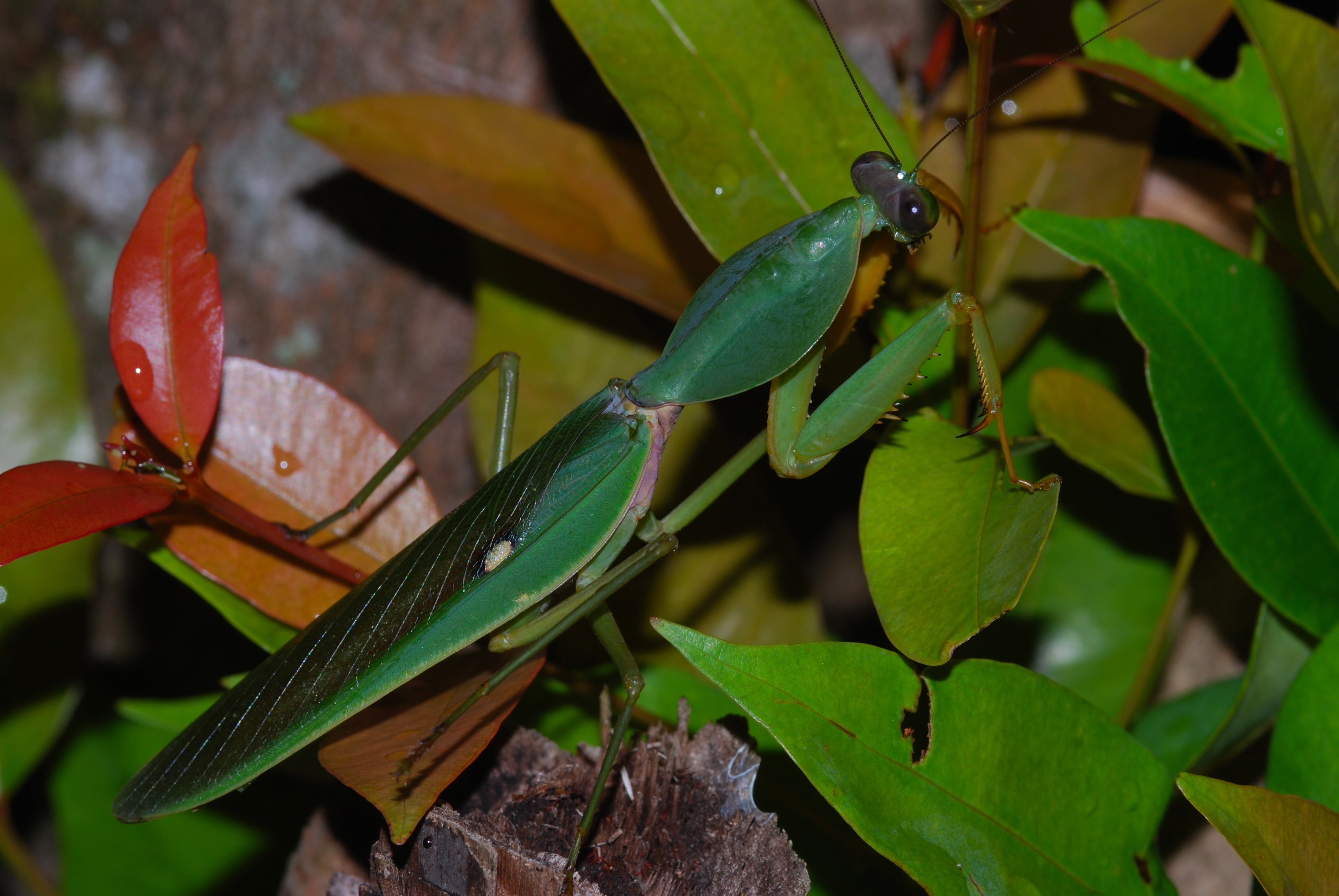
Männchen

Weibchen werden bis zu 12 Zentimeter lang, Männchen dagegen bis zu 10 Zentimeter, damit ist die Grüne Schildmantis eine verhältnismäßig große Fangschrecke. Die Grundfarbe ist grün. Markant ist das schildartig verbreiterte Halsschild, dem die Grüne Schildmantis ihren Namen verdankt.

## Vorkommen
Außer in Teilen Indiens ist die Grüne Schildmantis in den Ländern Thailand und Malaysia sowie in Indonesien auf den Inseln Java und Borneo verbreitet. Dort lauert sie auf Pflanzen auf erreichbare Beute.

## Lebensweise

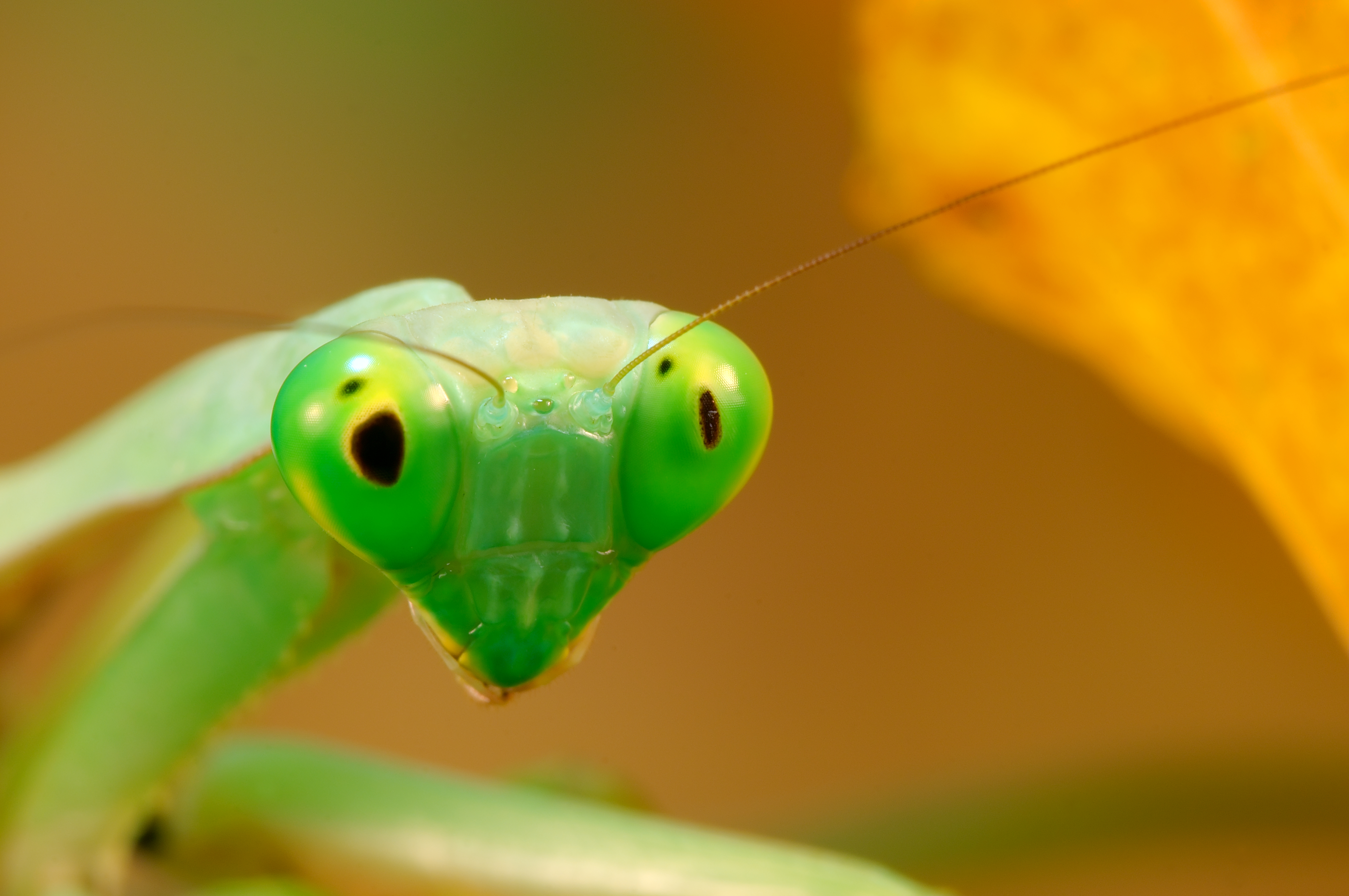
Die Ommatidien in den Facettenaugen reflektieren, frontal betrachtet, kein Licht. Dadurch entstehen schwarze Flecken, die „Scheinpupillen“ (kleine Punkte oben auf den Augen). Größere Flecken, wie hier vorn auf den Augen zu sehen, können Folgen von Verletzungen oder Zeichen fortgeschrittenen Alters sein.

Die Weibchen erreichen eine Lebensdauer von neun Monaten, Männchen eine von sechs Monaten. Nach der Paarung legt das Weibchen nach 30 Tagen eine oder zwei Ootheken, aus diesen schlüpfen nach einiger Zeit 30 bis 50 Larven.
Die Grüne Schildmantis ernährt sich von kleinen bis zu großen Insekten und Spinnen. Dazu gehören auch viele Schmetterlingsarten. Nur wenige ungenießbare Gattungen werden verschmäht.
Häufig wird die Grüne Schildmantis in ihrem natürlichen Lebensraum von Pferdehaarwürmern der Gattung Chordodes befallen.